# مارك ريفيرا
مارك ريفيرا (بالإنجليزية: Mark Rivera)‏ هو عازف ساكسفون ومغني أمريكي، ولد في 1952 في بروكلين في الولايات المتحدة.

## وصلات خارجية
- الموقع الرسمي
- مارك ريفيرا على موقع IMDb (الإنجليزية)
- مارك ريفيرا على موقع ميوزك برينز (الإنجليزية)
- مارك ريفيرا على موقع ديسكوغز (الإنجليزية)